# Partido Socialista Democrático Español
El Partido Socialista Democrático Español (PSDE) fue un partido político español fundado en 1975, de tendencia socialdemócrata y liderado por Antonio García López y Antonio del Toro. Surge como consecuencia de una escisión de Unión Social Demócrata Española (USDE).

## Historia
El 16 de julio de 1976 el Partido Laborista de Valencia anunció su fusión dentro del PSDE. El 4 de octubre de 1976 fue registrado oficialmente ante el Ministerio del Interior.
En las elecciones generales de 1977 formó parado de la coalición Alianza Socialista Democrática (ASD) con el PSOE-histórico. Tras los escasos resultados, se disolvió el 7 de abril de 1978 por acuerdo de su Asamblea General.